# Vékony kéreggomba
A vékony kéreggomba (Ceriporiopsis mucida) a Meruliaceae családba tartozó, Európában és Észak-Amerikában honos, lombos fák és fenyők korhadó törzsén, ágain élő, nem ehető gombafaj.

## Megjelenése
A vékony kéreggomba termőteste az aljzaton 3-15 (20) cm átmérőjű, szabálytalan körvonalú, vékony bevonatot képez. Színe fehéres vagy halványsárgás. 1 cm-t is elérő terméketlen széle micéliumszálaktól bolyhos.  
Húsa 2-3 mm vastag, fiatalon puha és fehér, később viszonylag szívós; kiszáradva törékeny. Íze és szaga nem jellegzetes. 
Felső termőrétege pórusos. Az egyenetlen, kerek vagy megnyúlt, néha szögletes pórusok kicsik (4-5/mm). Színük fehér. 
Spórapora fehér. A spórák mérete 6,5-8,5 x 3-4 µm.

### Hasonló fajok
A tejfehér likacsosgomba, a barnuló likacsosgomba, a lágy likacsosgomba aljzaton elterülő alakjai hasonlítanak hozzá. 

## Elterjedése és termőhelye
Európában és Észak-Amerikában honos.
Lombos és tűlevelű fák erősen korhadó törzsén, ágain él, azok anyagában fehérkorhadást okoz.  

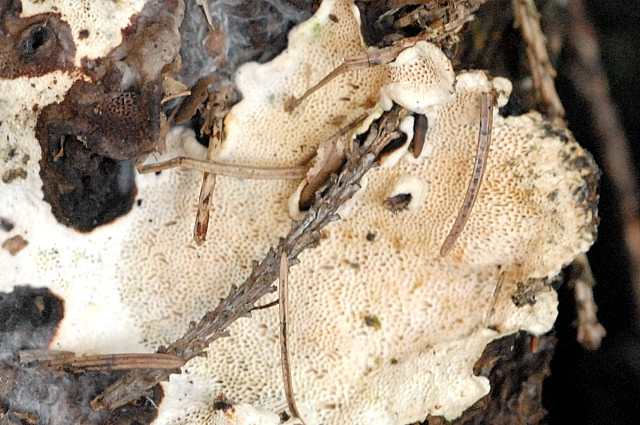
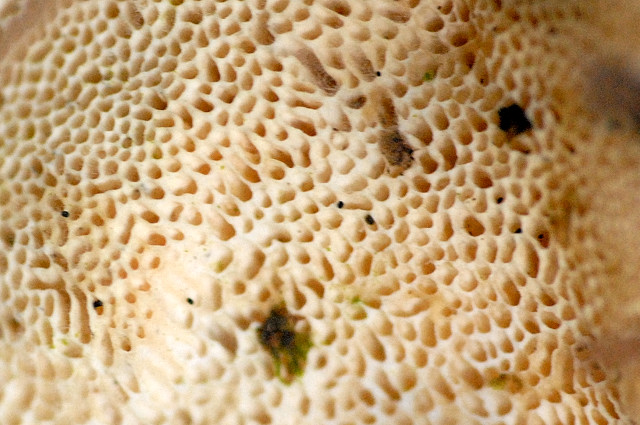

Nem ehető. 